# Solubilizacja
Solubilizacja jest to proces zwiększania rozpuszczalności substancji za pomocą tzw. pośredników rozpuszczania czyli solubilizatorów. Ze względu na rodzaj solubilizatorów i mechanizm ich działania można wyróżnić dwa typy solubilizacji: hydrotropową i micelarną.

## Solubilizacja hydrotropowa
Polega na łączeniu się solubilizatorów z cząsteczkami substancji rozpuszczanej i tworzeniu z nimi lepiej rozpuszczalnych asocjatów (nietrwałych połączeń). Solubilizatory hydrotropowe zawierają w swojej budowie ugrupowania atomów takie jak: -OH, -COOH, -NH2, czyli grupy nadające im charakter hydrofilowy. Powstające połączenia stają się bardziej rozpuszczalne w wodzie właśnie dzięki obecności grup hydrofilowych, wnoszonych przez solubilizatory.
W celu otrzymania roztworu substancji trudno rozpuszczalnej metodą solubilizacji hydrotropowej, substancję rozpuszcza się w stężonym roztworze solubilizatora, a następnie rozcieńcza wodą do żądanej objętości.

## Solubilizacja micelarna
Polega na tworzeniu układów micelarnych (koloidów), złożonych z substancji rozpuszczanej i solubilizatorów, które są w tym przypadku cząsteczkami amfifilowymi, powierzchniowo czynnymi. Cząsteczki solubilizatora układają się w malutkie pęcherzyki (micele), orientując się częścią hydrofobową do środka a hydrofilową na zewnątrz i tworząc w ten sposób środowisko hydrofobowe wewnątrz miceli. Do wnętrza miceli mogą dostawać się substancje lipofilne, które dzięki obecności otoczki stają się rozpuszczalne w wodzie.
Solubilizatory micelarne dodaje się do roztworu w mniejszych ilościach niż solubilizatory hydrotropowe.